# Laaer Ostbahn
| |                                                                            |                                                               |                                                               |
| Streckennummer (ÖBB): | 116 01                                                                     |                                                               |                                                               |
| Kursbuchstrecke (ÖBB): | 902                                                                        |                                                               |                                                               |
| Streckenlänge: | 92,546 km                                                                  |                                                               |                                                               |
| Spurweite: | 1435 mm (Normalspur)                                                       |                                                               |                                                               |
| Stromsystem: | Wien–Laa/Thaya: 15 kV 16,7 Hz ~                                            |                                                               |                                                               |
| Maximale Neigung: | 13 ‰                                                                       |                                                               |                                                               |
| Minimaler Radius: | 263 m                                                                      |                                                               |                                                               |
| Streckengeschwindigkeit: | 140 km/h                                                                   |                                                               |                                                               |
| Zweigleisigkeit: | Wien Hauptbahnhof – Wolkersdorf Mistelbach – Mistelbach Stadt (in Planung) |                                                               |                                                               |
| |                                                                            |                                                               |                                                               |
| \| \| \| von Wien Hauptbahnhof, Südbahn \| \| \| \| 101,778 \| Wien Hbf-Südosttangente \| Wien Hbf-Südosttangente \| \| \| 101,8301,830 \| KmBruch \| KmBruch \| \| \| \| Ostbahn nach Hegyeshalom \| \| \| \| 2,746 \| Simmering Hauptwerkstätte (1900 aufgelassen) \| Simmering Hauptwerkstätte (1900 aufgelassen) \| \| \| 2,912 \| Beginn ETCS L2 \| Beginn ETCS L2 \| \| \| \| \| \| \| \| \| von Wien Zentralverschiebebahnhof \| \| \| \| 3,004 \| Aspangbahn (15,0 m) \| Aspangbahn (15,0 m) \| \| \| 3,773 \| Wien Simmering \| 174 m ü. A. \| \| \| \| \| \| \| \| 3,990 \| Hasenleiten \| Hasenleiten \| \| \| \| Donaukanal \| \| \| \| 4,957 \| Wien Haidestraße \| 161 m ü. A. \| \| \| \| Anschlussbahn Kraftwerk Simmering \| \| \| \| 5,450 \| Wien Erdbergerlände \| Wien Erdbergerlände \| \| \| \| Anschlussbahn Wiener Linien & Linde Gas \| \| \| \| 5,900 \| Ostbahnbrücke (Donaukanal) (53 m) \| Ostbahnbrücke (Donaukanal) (53 m) \| \| \| \| \| \| \| \| 7,534 \| Wien Praterkai \| 165 m ü. A. \| \| \| \| Donauuferbahn \| \| \| \| \| Stadlauer Ostbahnbrücke (Donau) (759 m) \| \| \| \| \| Ölhafenbahn von Wien Lobau Ölhafen \| \| \| \| 8,588 \| Wien Lobau (bis 13. Dez. 2014) \| 160 m ü. A. \| \| \| 9,855 \| Wien Stadlau \| 161 m ü. A. \| \| \| \| \| \| \| \| 10,250 \| Wien Stadlau Frachtenbahnhof \| Wien Stadlau Frachtenbahnhof \| \| \| 11,300 \| Wien Erzherzog-Karl-Straße \| 161 m ü. A. \| \| \| \| Marchegger Ostbahn nach Marchegg \| \| \| \| 11,977 \| Wien Stadlau-Nord \| Wien Stadlau-Nord \| \| \| 13,902 \| Wien Breitenleer Straße (früher Kagran ÖBB, 2010 aufgelassen) \| Wien Breitenleer Straße (früher Kagran ÖBB, 2010 aufgelassen) \| \| \| 14,878 \| Breitenlee (20. November 1921 aufgelassen) \| Breitenlee (20. November 1921 aufgelassen) \| \| \| 15,510 \| Anschlussbahn (Awanst) MA 48 \| Anschlussbahn (Awanst) MA 48 \| \| \| \| von Wien Breitenlee Verschiebebahnhof \| \| \| \| 16,720 \| Wien Süßenbrunn-Mitte \| Wien Süßenbrunn-Mitte \| \| \| \| Nordbahn von Wien Floridsdorf \| \| \| \| \| Wien Süßenbrunn-West \| \| \| \| \| Süßenbrunn Entseuchungsbahnhof \| \| \| \| \| \| \| \| \| \| Wien Süßenbrunn \| \| \| \| \| Nordbahn nach Břeclav \| \| \| \| 18,275 \| Ende ETCS L2 \| Ende ETCS L2 \| \| \| 18,732 \| Gerasdorf \| 163 m ü. A. \| \| \| \| Marchfeldkanal \| \| \| \| 21,413 \| Kapellerfeld \| 165 m ü. A. \| \| \| 23,000 \| Seyring \| 165 m ü. A. \| \| \| \| Seyringer Abzugsgraben \| \| \| \| 23,373 \| Üst Gerasdorf 2 \| Üst Gerasdorf 2 \| \| \| 26,722 \| Obersdorf Stammersdorfer Lokalbahn \| 171 m ü. A. \| \| \| 28,598 \| Wolkersdorf \| 178 m ü. A. \| \| \| 31,880 \| Ulrichskirchen \| 197 m ü. A. \| \| \| 34,099 \| Schleinbach \| 198 m ü. A. \| \| \| \| Rußbach \| \| \| \| 37,896 \| Hautzendorf \| 215 m ü. A. \| \| \| \| Hautzendorfer Bach \| \| \| \| 41,515 \| Niederkreuzstetten \| 241 m ü. A. \| \| \| 44,470 \| Neubau-Kreuzstetten \| 257 m ü. A. \| \| \| 50,089 \| Ladendorf (bis 2006 Halte- und Ladestelle) \| 224 m ü. A. \| \| \| 52,435 \| Paasdorf \| 203 m ü. A. \| \| \| \| Taschlbach \| \| \| \| \| Zaya \| \| \| \| \| Lokalbahn von Korneuburg \| \| \| \| \| Lokalbahn von Gänserndorf \| \| \| \| 55,500 \| Mistelbach an der Zaya \| 209 m ü. A. \| \| \| \| Mistelbach Lokalbahnhof \| \| \| \| \| Lokalbahn nach Hohenau \| \| \| \| 56,220 \| Mistelbach an der Zaya Stadt \| 213 m ü. A. \| \| \| 61,907 \| Siebenhirten NÖ \| 244 m ü. A. \| \| \| 63,425 \| Hörersdorf \| 250 m ü. A. \| \| \| 66,355 \| Frättingsdorf \| 266 m ü. A. \| \| \| \| Mistelbach \| \| \| \| 70,918 \| Enzersdorf bei Staatz \| 244 m ü. A. \| \| \| \| Lokalbahn nach Poysdorf \| \| \| \| \| Tonibach \| \| \| \| \| Fürhapgraben \| \| \| \| 74,937 \| Staatz \| 220 m ü. A. \| \| \| \| Entersgraben \| \| \| \| 77,017 \| Kottingneusiedl \| 208 m ü. A. \| \| \| \| Pulkautalbahn von Novosedly \| \| \| \| \| Pulkautalbahn nach Zellerndorf \| \| \| \| 82,605 \| Laa an der Thaya \| 187 m ü. A. \| \| \| ~84,3 \| Staatsgrenze Österreich-Tschechien \| Staatsgrenze Österreich-Tschechien \| \| \| \| Strecke nach Brno \| \| |                                                                            |                                                               |                                                               |
| Strecke von links |                                                                            | von Wien Hauptbahnhof, Südbahn                                | von Wien Hauptbahnhof, Südbahn                                |
| Dienststation / Betriebs- oder Güterbahnhof | 101,778                                                                    | Wien Hbf-Südosttangente                                       | Wien Hbf-Südosttangente                                       |
| Kilometer-Wechsel | 101,8301,830                                                               | KmBruch                                                       | KmBruch                                                       |
| Abzweig geradeaus und nach rechts |                                                                            | Ostbahn nach Hegyeshalom                                      | Ostbahn nach Hegyeshalom                                      |
| ehemaliger Haltepunkt / Haltestelle | 2,746                                                                      | Simmering Hauptwerkstätte (1900 aufgelassen)                  | Simmering Hauptwerkstätte (1900 aufgelassen)                  |
| Grenze | 2,912                                                                      | Beginn ETCS L2                                                | Beginn ETCS L2                                                |
| |                                                                            |                                                               |                                                               |
| Strecke von rechts |                                                                            | von Wien Zentralverschiebebahnhof                             | von Wien Zentralverschiebebahnhof                             |
| Kreuzung geradeaus oben | 3,004                                                                      | Aspangbahn (15,0 m)                                           | Aspangbahn (15,0 m)                                           |
| Strecke | 3,773                                                                      | Wien Simmering                                                | 174 m ü. A.                                                   |
| |                                                                            |                                                               |                                                               |
| Dienststation / Betriebs- oder Güterbahnhof | 3,990                                                                      | Hasenleiten                                                   | Hasenleiten                                                   |
| Brücke über Wasserlauf |                                                                            | Donaukanal                                                    | Donaukanal                                                    |
| Haltepunkt / Haltestelle | 4,957                                                                      | Wien Haidestraße                                              | 161 m ü. A.                                                   |
| Kreuzung geradeaus oben |                                                                            | Anschlussbahn Kraftwerk Simmering                             | Anschlussbahn Kraftwerk Simmering                             |
| Dienststation / Betriebs- oder Güterbahnhof | 5,450                                                                      | Wien Erdbergerlände                                           | Wien Erdbergerlände                                           |
| Abzweig geradeaus und nach links |                                                                            | Anschlussbahn Wiener Linien & Linde Gas                       | Anschlussbahn Wiener Linien & Linde Gas                       |
| Brücke über Wasserlauf | 5,900                                                                      | Ostbahnbrücke (Donaukanal) (53 m)                             | Ostbahnbrücke (Donaukanal) (53 m)                             |
| |                                                                            |                                                               |                                                               |
| Haltepunkt / Haltestelle | 7,534                                                                      | Wien Praterkai                                                | 165 m ü. A.                                                   |
| Kreuzung geradeaus oben · Abzweig quer und nach links |                                                                            | Donauuferbahn                                                 | Donauuferbahn                                                 |
| Brücke über Wasserlauf |                                                                            | Stadlauer Ostbahnbrücke (Donau) (759 m)                       | Stadlauer Ostbahnbrücke (Donau) (759 m)                       |
| Strecke von rechts |                                                                            | Ölhafenbahn von Wien Lobau Ölhafen                            | Ölhafenbahn von Wien Lobau Ölhafen                            |
| Haltepunkt / Haltestelle | 8,588                                                                      | Wien Lobau (bis 13. Dez. 2014)                                | 160 m ü. A.                                                   |
| Haltepunkt / Haltestelle | 9,855                                                                      | Wien Stadlau                                                  | 161 m ü. A.                                                   |
| Überleitstelle / Spurwechsel links |                                                                            |                                                               |                                                               |
| Dienststation / Betriebs- oder Güterbahnhof | 10,250                                                                     | Wien Stadlau Frachtenbahnhof                                  | Wien Stadlau Frachtenbahnhof                                  |
| Haltepunkt / Haltestelle | 11,300                                                                     | Wien Erzherzog-Karl-Straße                                    | 161 m ü. A.                                                   |
| Strecke nach rechts und nach rechts |                                                                            | Marchegger Ostbahn nach Marchegg                              | Marchegger Ostbahn nach Marchegg                              |
| Dienststation / Betriebs- oder Güterbahnhof | 11,977                                                                     | Wien Stadlau-Nord                                             | Wien Stadlau-Nord                                             |
| ehemaliger Haltepunkt / Haltestelle | 13,902                                                                     | Wien Breitenleer Straße (früher Kagran ÖBB, 2010 aufgelassen) | Wien Breitenleer Straße (früher Kagran ÖBB, 2010 aufgelassen) |
| ehemaliger Haltepunkt / Haltestelle | 14,878                                                                     | Breitenlee (20. November 1921 aufgelassen)                    | Breitenlee (20. November 1921 aufgelassen)                    |
| Abzweig geradeaus und von links | 15,510                                                                     | Anschlussbahn (Awanst) MA 48                                  | Anschlussbahn (Awanst) MA 48                                  |
| Abzweig geradeaus und von rechts |                                                                            | von Wien Breitenlee Verschiebebahnhof                         | von Wien Breitenlee Verschiebebahnhof                         |
| Dienststation / Betriebs- oder Güterbahnhof | 16,720                                                                     | Wien Süßenbrunn-Mitte                                         | Wien Süßenbrunn-Mitte                                         |
| Abzweig geradeaus und nach links · Abzweig quer und von links |                                                                            | Nordbahn von Wien Floridsdorf                                 | Nordbahn von Wien Floridsdorf                                 |
| Dienststation / Betriebs- oder Güterbahnhof |                                                                            | Wien Süßenbrunn-West                                          | Wien Süßenbrunn-West                                          |
| Dienststation / Betriebs- oder Güterbahnhof · Überleitstelle / Spurwechsel rechts |                                                                            | Süßenbrunn Entseuchungsbahnhof                                | Süßenbrunn Entseuchungsbahnhof                                |
| Abzweig geradeaus und von links · Abzweig geradeaus und nach rechts |                                                                            |                                                               |                                                               |
| Bahnhof |                                                                            | Wien Süßenbrunn                                               | Wien Süßenbrunn                                               |
| Abzweig quer und nach rechts · Abzweig geradeaus und nach rechts |                                                                            | Nordbahn nach Břeclav                                         | Nordbahn nach Břeclav                                         |
| Grenze | 18,275                                                                     | Ende ETCS L2                                                  | Ende ETCS L2                                                  |
| Bahnhof | 18,732                                                                     | Gerasdorf                                                     | 163 m ü. A.                                                   |
| Brücke über Wasserlauf |                                                                            | Marchfeldkanal                                                | Marchfeldkanal                                                |
| Haltepunkt / Haltestelle | 21,413                                                                     | Kapellerfeld                                                  | 165 m ü. A.                                                   |
| Haltepunkt / Haltestelle | 23,000                                                                     | Seyring                                                       | 165 m ü. A.                                                   |
| Brücke über Wasserlauf |                                                                            | Seyringer Abzugsgraben                                        | Seyringer Abzugsgraben                                        |
| Überleitstelle / Spurwechsel | 23,373                                                                     | Üst Gerasdorf 2                                               | Üst Gerasdorf 2                                               |
| Turmhaltepunkt geradeaus oben (Querstrecke außer Betrieb) | 26,722                                                                     | Obersdorf Stammersdorfer Lokalbahn                            | 171 m ü. A.                                                   |
| Bahnhof | 28,598                                                                     | Wolkersdorf                                                   | 178 m ü. A.                                                   |
| Haltepunkt / Haltestelle | 31,880                                                                     | Ulrichskirchen                                                | 197 m ü. A.                                                   |
| Bahnhof | 34,099                                                                     | Schleinbach                                                   | 198 m ü. A.                                                   |
| Brücke über Wasserlauf |                                                                            | Rußbach                                                       | Rußbach                                                       |
| Haltepunkt / Haltestelle | 37,896                                                                     | Hautzendorf                                                   | 215 m ü. A.                                                   |
| Brücke über Wasserlauf |                                                                            | Hautzendorfer Bach                                            | Hautzendorfer Bach                                            |
| Haltepunkt / Haltestelle | 41,515                                                                     | Niederkreuzstetten                                            | 241 m ü. A.                                                   |
| Bahnhof | 44,470                                                                     | Neubau-Kreuzstetten                                           | 257 m ü. A.                                                   |
| Bahnhof | 50,089                                                                     | Ladendorf (bis 2006 Halte- und Ladestelle)                    | 224 m ü. A.                                                   |
| Haltepunkt / Haltestelle | 52,435                                                                     | Paasdorf                                                      | 203 m ü. A.                                                   |
| Brücke über Wasserlauf |                                                                            | Taschlbach                                                    | Taschlbach                                                    |
| Brücke über Wasserlauf |                                                                            | Zaya                                                          | Zaya                                                          |
| Strecke von links und von halblinks |                                                                            | Lokalbahn von Korneuburg                                      | Lokalbahn von Korneuburg                                      |
| |                                                                            | Lokalbahn von Gänserndorf                                     |                                                               |
| Strecke | 55,500                                                                     | Mistelbach an der Zaya                                        | 209 m ü. A.                                                   |
| Dienststation / Betriebs- oder Güterbahnhof |                                                                            | Mistelbach Lokalbahnhof                                       | Mistelbach Lokalbahnhof                                       |
| Strecke nach rechts und nach rechts |                                                                            | Lokalbahn nach Hohenau                                        | Lokalbahn nach Hohenau                                        |
| Haltepunkt / Haltestelle | 56,220                                                                     | Mistelbach an der Zaya Stadt                                  | 213 m ü. A.                                                   |
| Haltepunkt / Haltestelle | 61,907                                                                     | Siebenhirten NÖ                                               | 244 m ü. A.                                                   |
| Haltepunkt / Haltestelle | 63,425                                                                     | Hörersdorf                                                    | 250 m ü. A.                                                   |
| Bahnhof | 66,355                                                                     | Frättingsdorf                                                 | 266 m ü. A.                                                   |
| Brücke über Wasserlauf |                                                                            | Mistelbach                                                    | Mistelbach                                                    |
| Bahnhof | 70,918                                                                     | Enzersdorf bei Staatz                                         | 244 m ü. A.                                                   |
| Abzweig geradeaus und ehemals nach rechts |                                                                            | Lokalbahn nach Poysdorf                                       | Lokalbahn nach Poysdorf                                       |
| Brücke über Wasserlauf |                                                                            | Tonibach                                                      | Tonibach                                                      |
| Brücke über Wasserlauf |                                                                            | Fürhapgraben                                                  | Fürhapgraben                                                  |
| Haltepunkt / Haltestelle | 74,937                                                                     | Staatz                                                        | 220 m ü. A.                                                   |
| Brücke über Wasserlauf |                                                                            | Entersgraben                                                  | Entersgraben                                                  |
| Haltepunkt / Haltestelle | 77,017                                                                     | Kottingneusiedl                                               | 208 m ü. A.                                                   |
| Abzweig quer und von rechts · Kreuzung geradeaus unten · Strecke von rechts |                                                                            | Pulkautalbahn von Novosedly                                   | Pulkautalbahn von Novosedly                                   |
| Strecke nach links · Abzweig geradeaus, von links und ehemals von rechts · Abzweig quer und nach links |                                                                            | Pulkautalbahn nach Zellerndorf                                | Pulkautalbahn nach Zellerndorf                                |
| Kopfbahnhof Strecke ab hier außer Betrieb | 82,605                                                                     | Laa an der Thaya                                              | 187 m ü. A.                                                   |
| Grenze (Strecke außer Betrieb) | ~84,3                                                                      | Staatsgrenze Österreich-Tschechien                            | Staatsgrenze Österreich-Tschechien                            |
| Strecke (außer Betrieb) |                                                                            | Strecke nach Brno                                             | Strecke nach Brno                                             |

Koordinaten: 48° 11′ N, 16° 23′ O
Die Laaer Ostbahn, auch Ostbahn - nördliche Linie bezeichnet, ist eine teilweise zweigleisige, elektrifizierte Hauptbahn der Österreichischen Bundesbahnen. Sie führt von Wien Richtung Norden nach Laa an der Thaya und verläuft dabei durch das Weinviertel. Sie wurde 1870 von der Staatseisenbahn-Gesellschaft als Teil der Bahnstrecke Wien-Brno errichtet und deshalb, obwohl es sich um ein privates Unternehmen handelte als Staatsbahn bezeichnet. Seit dem Jahr 1945 endet die Strecke in Laa, die Verbindung über die österreichisch-tschechische Grenze wurde abgebaut.

## Geschichte
Für die Geschichte vor 1945 siehe: → Bahnstrecke Wien–Brno
Die Strecke wurde von der k. k. privilegierten österreichisch-ungarischen Staatseisenbahn-Gesellschaft (StEG) als Teil einer durchgehenden Magistrale (dem sogenannten Ergänzungsnetz, konzessioniert am 1. Dezember 1866) von Wien über Brünn und Prag nach Bodenbach an der sächsischen Grenze konzipiert und am 24. November 1870 eröffnet.

### Nach dem Zweiten Weltkrieg
Nach 1945 wurde die Strecke an der Staatsgrenze zwischen Laa an der Thaya und Hevlín (Höflein) unterbrochen, später für kurze Zeit reaktiviert. Der durchgehende Verkehr zwischen Wien und Laa an der Thaya konnte erst nach Beseitigung der Kriegsschäden an der Donaubrücke Ende Dezember 1947 wieder aufgenommen werden.
In den folgenden Jahrzehnten diente die Bahnlinie überwiegend dem Regionalverkehr und verkam zu einer Nebenstrecke. Dies änderte sich mit der Erweiterung des Wiener Schnellbahnnetzes. Seit 1983 bedient die Linie S2 der Wiener S-Bahn den Abschnitt Gerasdorf – Mistelbach. Hierfür wurden im Bereich Süßenbrunn zwei Schleifen von der Nordbahn zur Laaer Ostbahn errichtet. Der Abschnitt Wien Hauptbahnhof – Wien Erzherzog-Karl-Straße wird heute von der Linie S80 abgedeckt.
Am 21. Juni 2002 wurden die Fahrdienstleitungen in Neubau-Kreuzstetten, Ladendorf, Mistelbach und Frättingsdorf mit ESTW Elektra 1-Stellwerken ausgestattet, wodurch sie fortan von Wien Süßenbrunn aus gesteuert worden sind. Schleinbach wird bereits seit 1981 von Wolkersdorf aus gesteuert (das nach wie vor ein aktives Spurplan-Drucktastenstellwerk in Betrieb hat, allerdings auch im Süßenbrunner Stellbereich liegt), Enzersdorf bei Staatz seit 1995 von Frättingsdorf aus. 2005 wurde die Strecke zwischen Gerasdorf und Wolkersdorf zweigleisig ausgebaut und zwischen Wien und Wolkersdorf ein Viertelstunden-Takt in der Hauptverkehrszeit eingerichtet. Die Halte- und Ladestelle Ladendorf ist mit einem neuen Mittelbahnsteig ausgestattet und zum Bahnhof erhoben worden. Zusätzlich sind zwischen Wolkersdorf und Mistelbach Selbstblöcke platziert worden, um die Zugfolgezeit halbieren zu können. Im Zuge der Elektrifizierung der Strecke Mistelbach – Laa an der Thaya ist besagter Abschnitt zwischen 27. März und 9. Dezember 2006 gesperrt worden. Nach Fertigstellung der Elektrifizierung konnte eine Verlängerung der S-Bahn-Linie S2 bis Laa erreicht werden. Die Abzweigstrecke zum Laaer Stadtbahnhof wurde gleichzeitig aufgegeben. Seither ist die gesamte Strecke Wien – Laa elektrifiziert und mit durchgehendem Gleiswechselbetrieb ausgestattet. Geplant ist ein zweigleisiger Ausbau der Strecke Mistelbach–Mistelbach Stadt. Nach dessen Abschluss sollen alle Züge aus Wien, die bisher im Bahnhof Mistelbach endeten, bis Mistelbach Stadt verlängert werden.
Mit 12. Dezember 2010 wurde die Haltestelle Wien Breitenleer Straße (ursprünglich Breitenlee, später Breitenlee-Kagran und Kagran sowie hierauf Kagran ÖBB zur Unterscheidung von Kagran U1 genannt) aufgelassen. Sie wurde von der zuvor geschaffenen S8 (Wien Südbahnhof-Ost – Wien-Floridsdorf – Wiener Neustadt) sowie Regional- und Eilzügen von/nach Laa an der Thaya bedient.
Seit 20. Oktober 2014 ist zwischen Wien Hauptbahnhof und Gerasdorf ETCS Level 2 aktiv. Dieser Streckenteil konnte sich seinen Charakter als Hauptbahn bewahren. Mit Fahrplanwechsel Ende Dezember 2014 wurde die Station Wien Lobau aufgelassen.
Mit 21. Mai 2018 wurde die Laaer Ostbahn - bis auf das Wiener Stadtgebiet und den Zuständigkeitsbereich des Bahnhofes Laa/Thaya - in die BFZ Wien eingegliedert. Wien Erdbergerlände mit seinen Fernsteuerungen (u. a. die Betriebsstelle Hasenleiten) ist am 29. Jänner 2024 migriert worden. Es ist vorgesehen, Wien Stadlau bis 2031 und Laa/Thaya bis 2032 in die BFZ Wien einzugliedern. Laa/Thaya hat neben dem Steuerbereich des Bahnhofes auch die Rolle des Zugleiters der anschließenden Pulkautalbahn im Abschnitt Laa-Stadt – Haugsdorf sowie der Lokalbahn Korneuburg-Hohenau zwischen Stetten und Rückersdorf-Harmannsdorf (Betreibergrenze der ÖBB).
In Obersdorf bestand bis zur Betriebseinstellung am 15. Dezember 2019 noch eine Umsteigemöglichkeit zur Stammersdorfer Lokalbahn nach Groß-Schweinbarth bzw. Gänserndorf, der letzten Nebenbahn der Laaer Ostbahn.

## Streckenverlauf
Die Laaer Ostbahn beginnt formal am Fuße des Laaer Bergs in Simmering mit ihrer Abzweigung nordostwärts von der Linie der (ehemaligen) Raaber Bahn / heute Ostbahn. In deutlicher Dammlage werden die Niederterrassen der Donau, der Donaukanal, der Prater und schließlich der Hauptstrom der Donau auf der Stadlauer Brücke gequert. In Nähe eines ehemaligen Seitenarms der Donau, dem Mühlwasser, wird der Bahnhof Stadlau am Westrand des Marchfelds erreicht. Die Ostbahn durchmisst bis zum Weinviertel das östliche, transdanubische Stadtgebiet von Wien, namentlich den 22. Gemeindebezirk Donaustadt.
Bei Süßenbrunn wird die Nordbahn gekreuzt und etwas südlich davon befinden sich noch, Richtung Breitenlee, Reste des ehemaligen Verschiebebahnhofs Breitenlee. Geradlinig, mehr nördlich als östlich, führt die Laaer Ostbahn nun weiter bis Wolkersdorf, wo das Weinviertel und sein Hügelland erreicht werden.
Nordwärts ab Wolkersdorf (178 m ü. A.) geht es am westlichen Talrand des Russbachtals leicht steigend, ab etwa Unterolberndorf entlang des Hautzendorfer Baches bis Neubau-Kreuzstetten (257 m ü. A.), wo der Geländerücken zum Neubauer Bach durchschnitten und damit eine kleine Wasserscheide überschritten wird. Anschließend (ab Ladendorf) folgt man dem Taschlbachtal leicht fallend bis Mistelbach (209 m ü. A.).
Im gleichnamigen Mistelbachtal geht es wieder vornehmlich am Westabhang leicht ansteigend nordwärts bis Frättingsdorf (266 m ü. A.). Ab dort werden in weiten Bögen Seitengräben um Enzersdorf umfahren und gelangt schließlich in der Entersgrabenniederung bis zum Endbahnhof Laa an der Thaya (187 m ü. A.). Nördlich des Bahnhofs ist das kurze Planum der abgekommenen Weiterführung nach Hevlin / Höflein bis zur Staatsgrenze am Thayamühlbach noch erkennbar.

## Personenverkehr
Auf der Laaer Ostbahn verkehren, dem am 13. Dezember 2020 in Kraft getretenen Fahrplan entsprechend, Züge der Linie S2 der Wiener S-Bahn von Mödling aus über die Südbahn, Wiener Stammstrecke sowie der Nordbahn bis zum Knoten Süßenbrunn in Richtung Mistelbach bzw. Laa an der Thaya und retour. Manche Schnellbahngarnituren enden bereits am Bahnhof Wolkersdorf. Weiters fährt auf dieser Strecke die S7 nach Flughafen Wien bzw. in weiterer Folge Wolfsthal. In der Hauptverkehrszeit an Werktagen wird der Verkehr mit schnelleren REX-Zügen verstärkt, darunter Zugpaare Laa/Thaya – Wien Westbahnhof.
Auf dem innersten Ast der Laaer Ostbahn von Wien Erzherzog-Karl-Straße nach Gerasdorf besteht derzeit kein Personennahverkehr, zwischen Wien Hauptbahnhof und Süßenbrunn verkehren die Fernverkehrszüge Richtung Břeclav und weiter nach Polen, Tschechien oder Deutschland, die bis Dezember 2014 auch in Simmering einen Halt einlegten. Zwischen Wien Hauptbahnhof und Wien Erzherzog-Karl-Straße besteht ein halbstündlicher Takt der Schnellbahnlinie 80, sowie stündliche Regionalzug- und Regionalexpress-Verbindungen nach Marchegg bzw. Bratislava.

## Fahrzeugeinsatz

### Dampfbetrieb
Nach dem Zweiten Weltkrieg kamen die in großer Zahl bei den ÖBB verbliebenen Kriegsloks der Baureihe 52 zum Einsatz, die Personenzüge wurden bis zum Ende des Dampfbetriebes zumeist von der Reihe 77 geführt. Fallweise kamen auch die Lokalbahnmaschinen Reihe 93 auf die Strecke.

### Diesel- und Elektrobetrieb
Nach der Verdieselung in den 1960er Jahren wurden vor allem Triebwagen der Baureihen 5044, 5145 (Blauer Blitz) und 5046 eingesetzt. An Lokomotiven waren vor allem die Reihen 2043, 2143 und 2050 anzutreffen. Bei Triebwagenmangel kam auch eine Lok der Reihe 2067 mit Spantenwagen zum Einsatz. In den 1960er Jahren wurden auch die von SGP gebauten Einzelstücke 5047.01, 2020.01 und 2041.01 auf der Laaer Ostbahn eingesetzt.
Durch die Elektrifizierung 1983 kamen die Triebwagen der Reihen 4030 und 4020 sowie die Elektrolokomotiven der Reihen 1040, 1042, 1044 und 1046 auf die Strecke.

### Heute
Bis zum Fahrplanwechsel 2023/2024 wurden bei den Regionalexpress-Zügen nach Wien Westbahnhof Lokomotiven der Taurus-Familie sowie 1144 verwendet, welche auch im Güterverkehr anzutreffen ist. Als Wagenmaterial verkehrten Doppelstockwagen, manchmal verstärkt mit Inlandsreisezugwagen-Steuerwagen (CityShuttle-Wagen) der ÖBB.
Bei Sonderzügen des in Mistelbach ansässigen Verein Neue Landesbahn kommen auch Oldtimer wie 1040, 1041 und 1110 bzw. 2050 mit Spantenwagen und Schlierenwagen zum Einsatz.
Güterzüge werden heute neben der Rail Cargo Austria meist von privaten Anbietern wie Grampet Cargo oder dem Verein Neue Landesbahn geführt. Hierbei kommen mitunter auch Lokveteranen der Baureihen 1110, 2050 und 1142 zum Einsatz.

## Lückenschluss nach Tschechien
Zwischen dem Ende der Strecke unmittelbar nördlich des Laaer Bahnhofs und dem Ende der Stichstrecke Hevlin-Hrušovany der Bahnstrecke Hevlín–Brno besteht seit dem Ende des Zweiten Weltkrieges (1945) keine Verbindung. Die fehlenden zwei Streckenkilometer, die auch eine Brücke über die Thaya beinhalten, wurden auch nach dem Fall des Eisernen Vorhangs nicht wiederhergestellt.
Von politischer Seite besteht seit jeher verhältnismäßig wenig Interesse, die Verbindung wieder zu reaktivieren, da sowohl Österreich als auch Tschechien einer durchgängigen Bahnstrecke kaum Bedeutung beimessen. Anderer Meinung waren 2007 Lokalpolitiker aus Laa, die damit eine Belebung der Therme Laa erhofften. Auch die Jungbunzlauer Austria AG, für die ein Gleisanschluss an die nördlichen Nachbarn „sehr wichtig wäre“, sprach sich laut einem Zeitungsbericht für den Lückenschluss aus.

## Bildergalerie

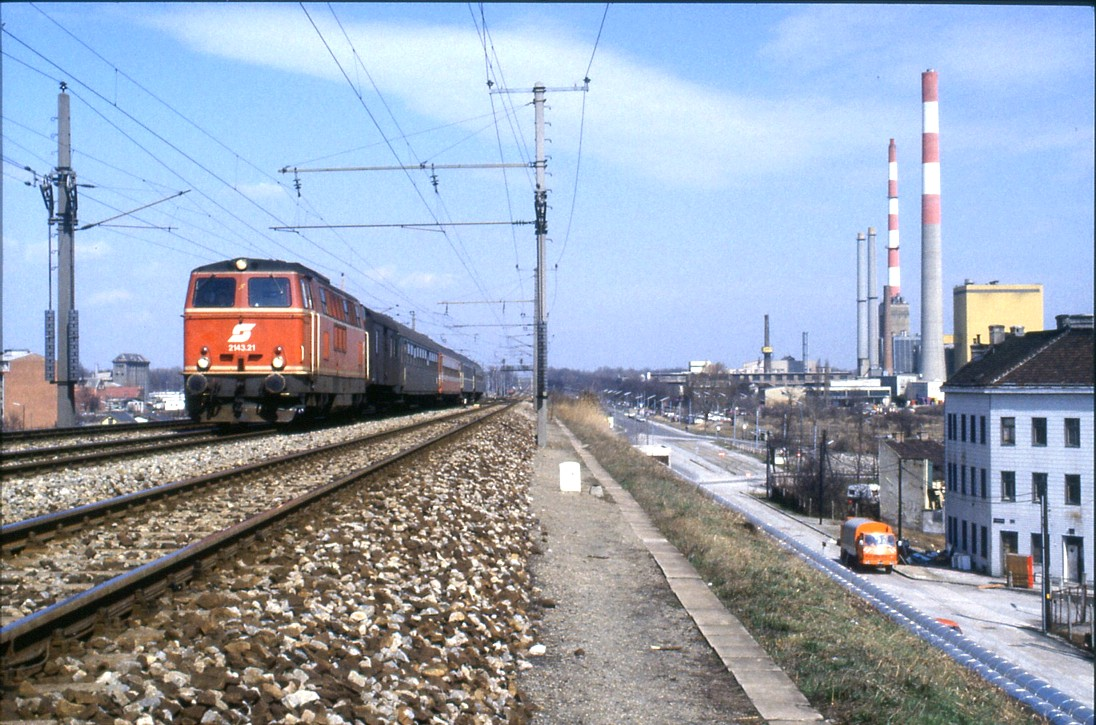
Dreigleisiger Abschnitt am Kraftwerk Simmering mit Reisezug (1985)
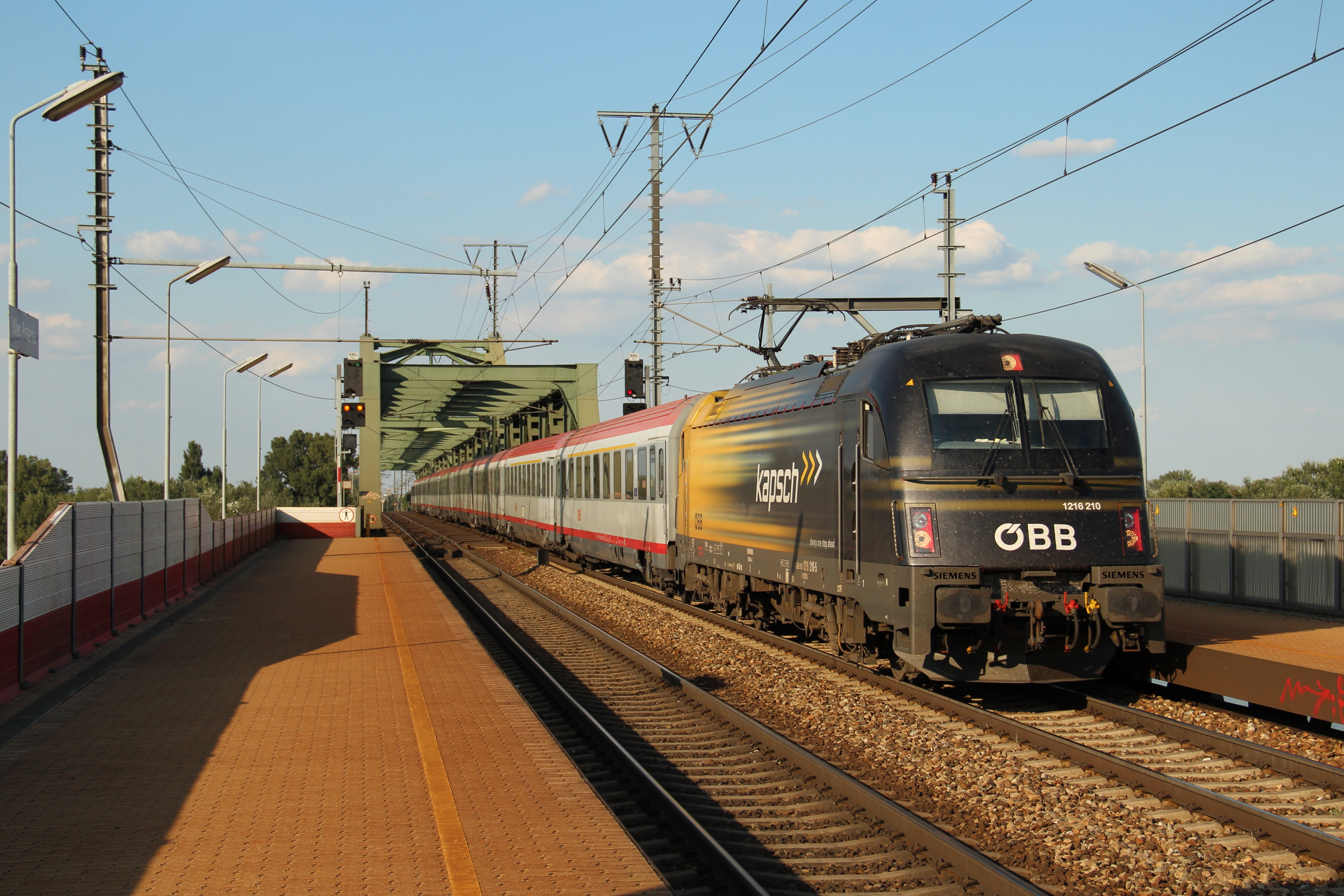
1216.210 „Kapsch“ mit EC 173 in Wien Praterkai
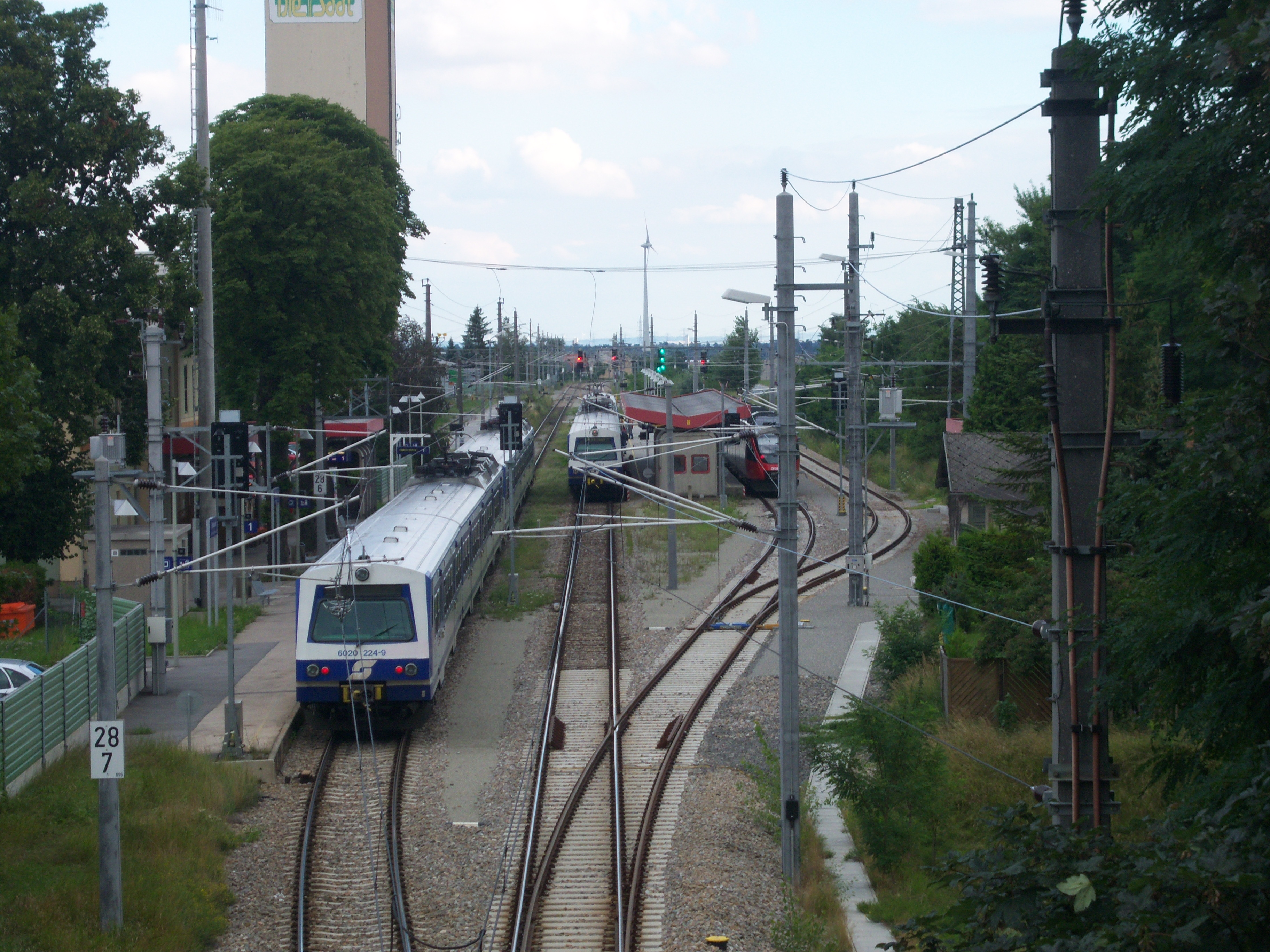
Bahnhof Wolkersdorf
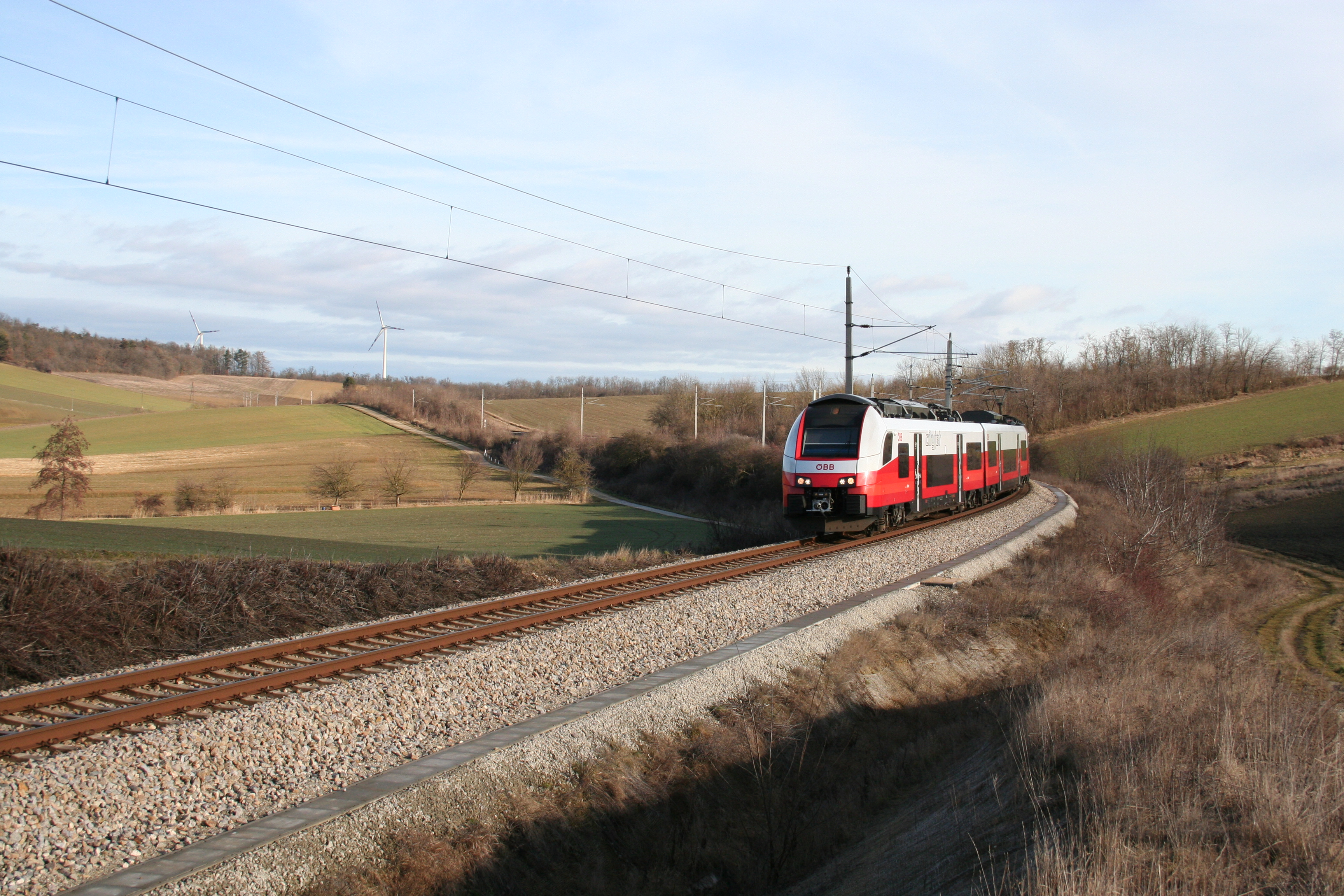
ÖBB 4746 vor Niederkreuzstetten
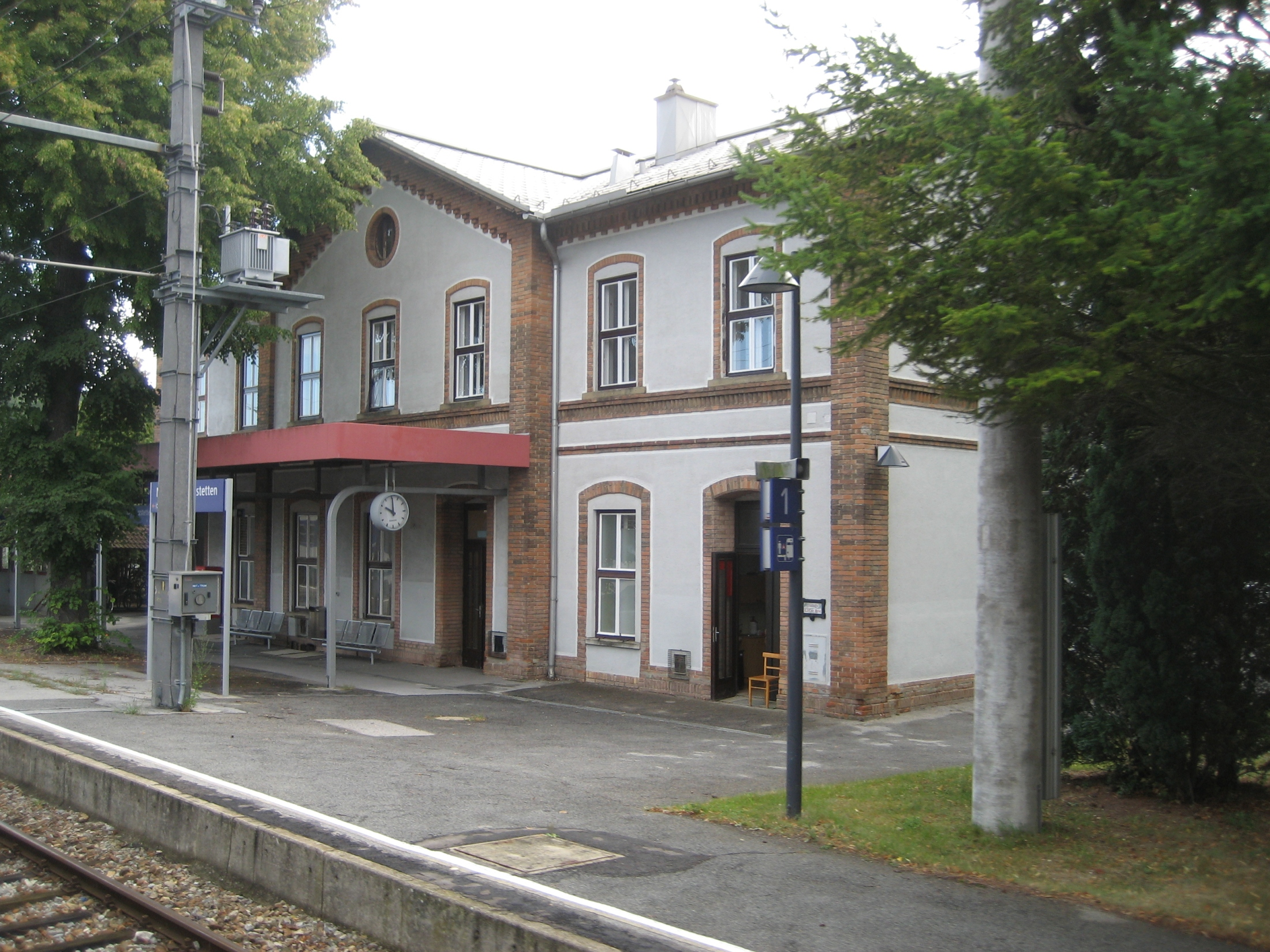
Bahnhofsgebäude von Neubau-Kreuzstetten im typischen Stil der StEG
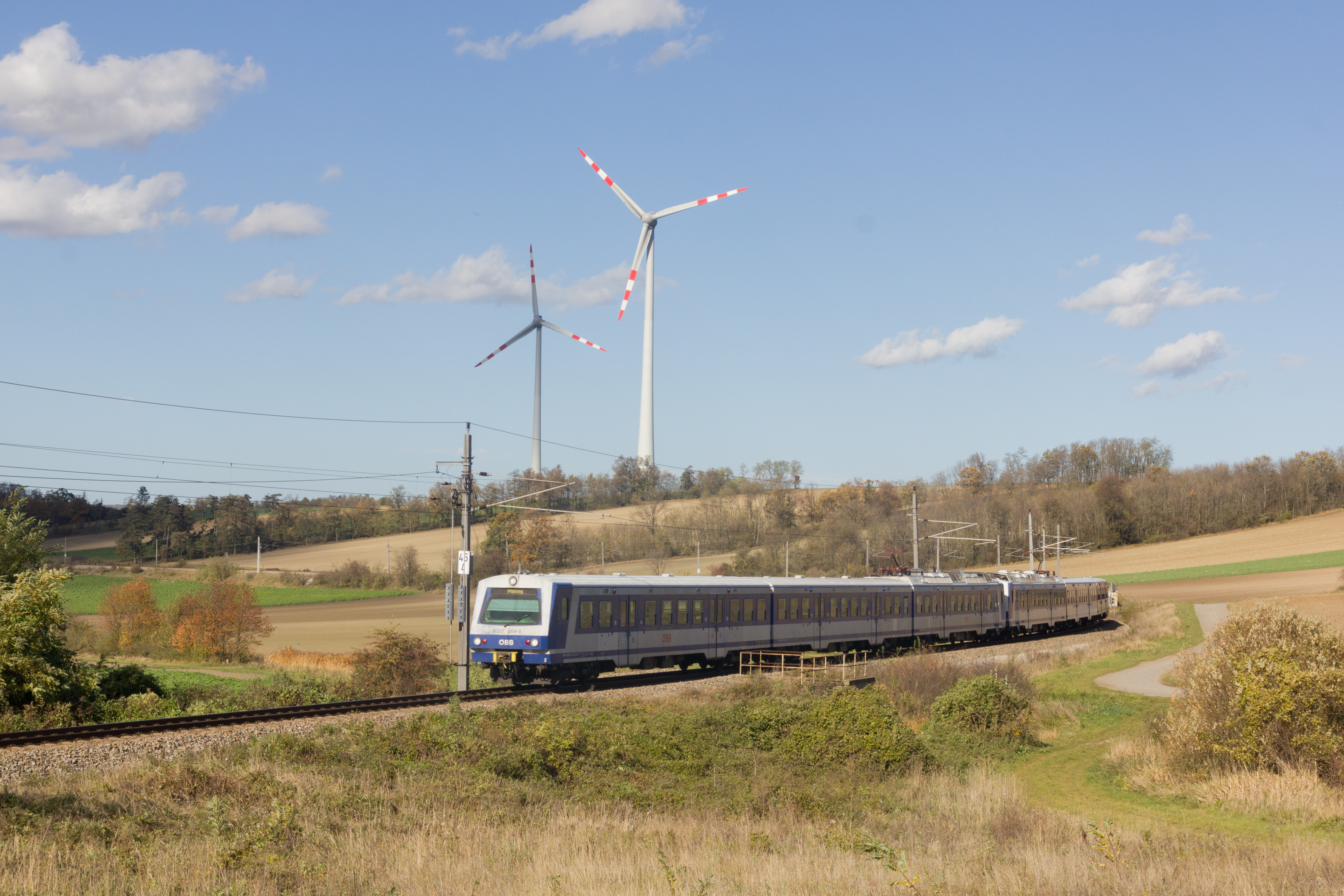
ÖBB 4020 bei Neubau-Kreuzstetten (2018)
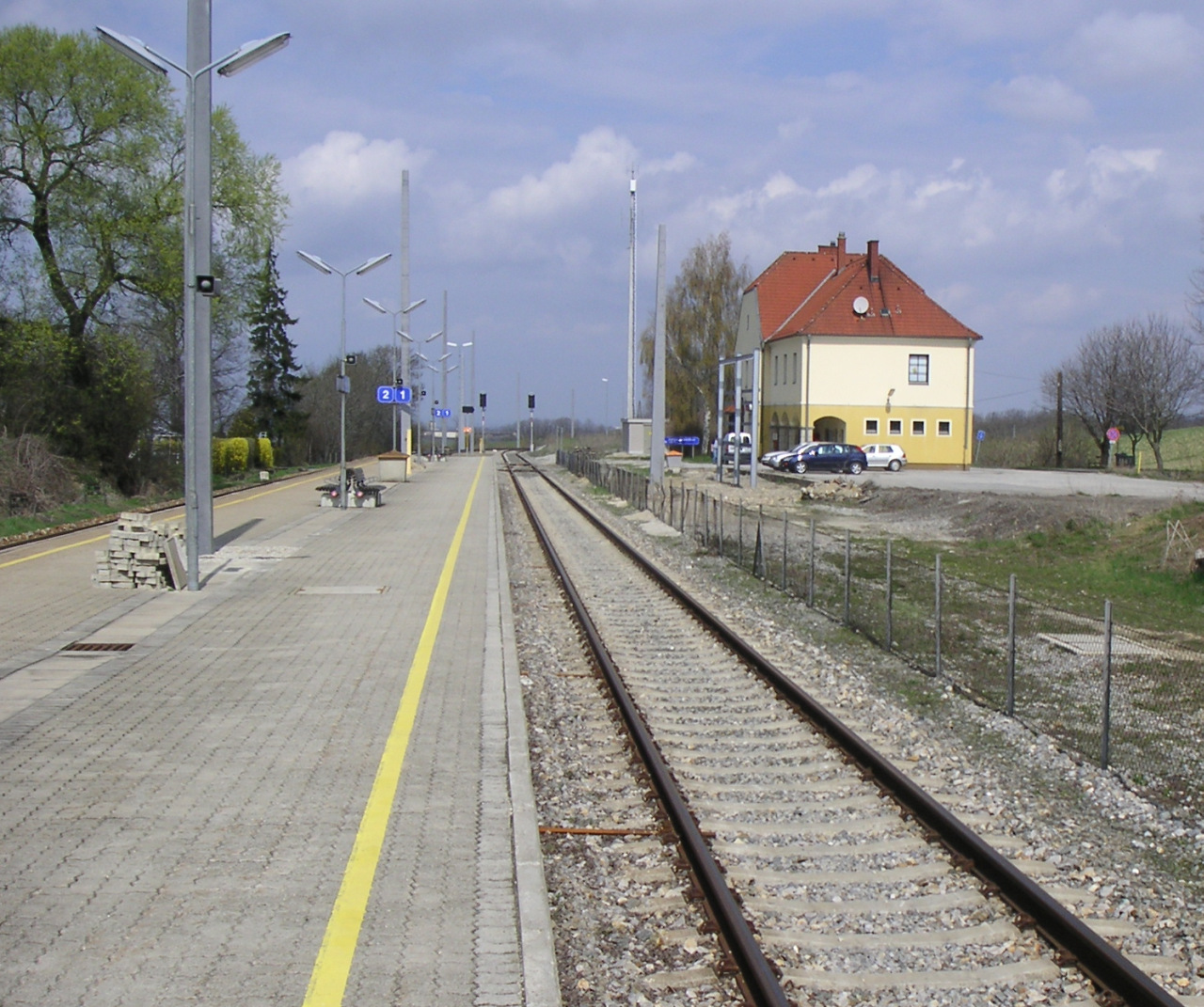
Bahnhof Enzersdorf bei Staatz (vor der Elektrifizierung)
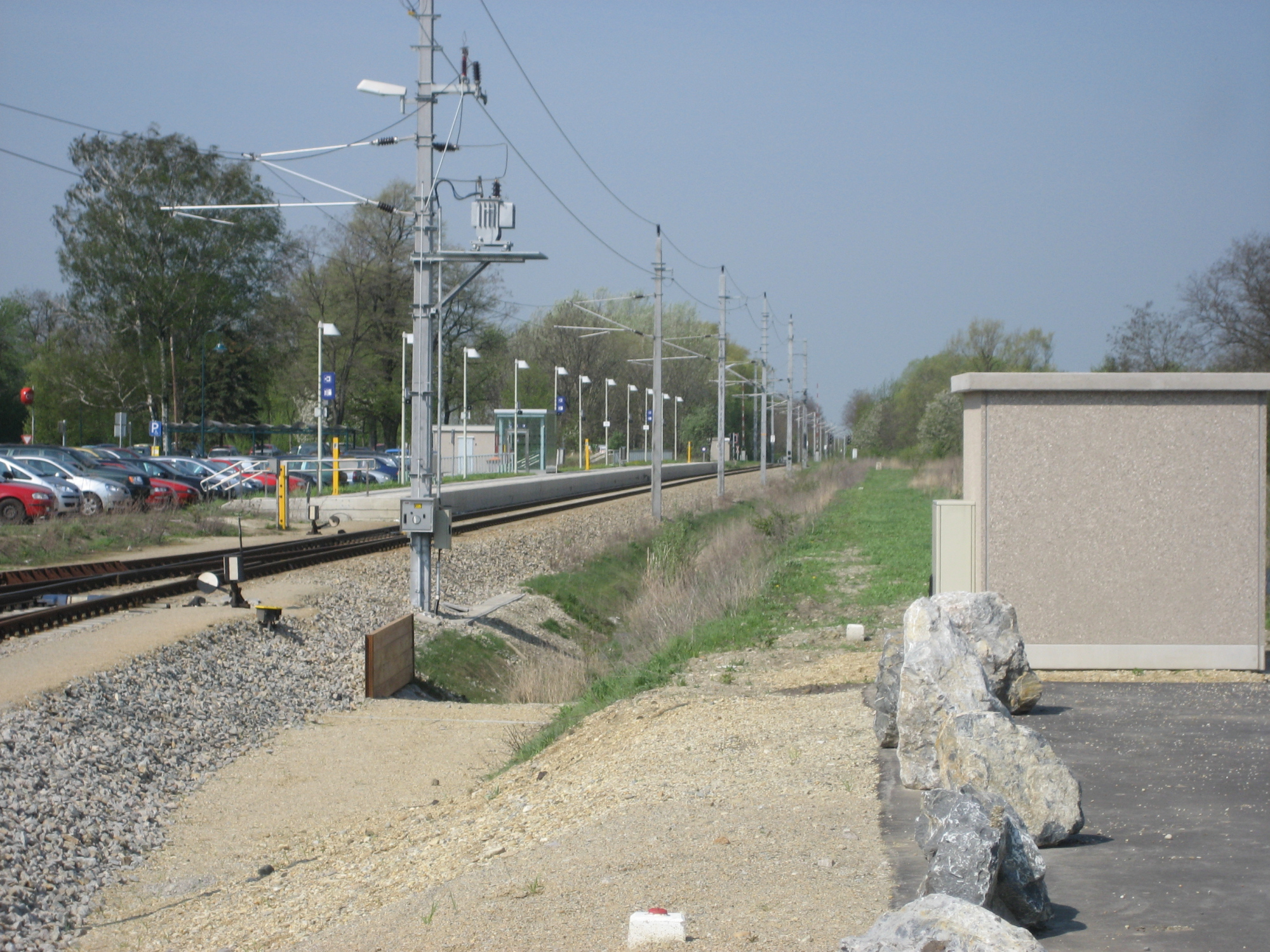
Bahnhof Staatz
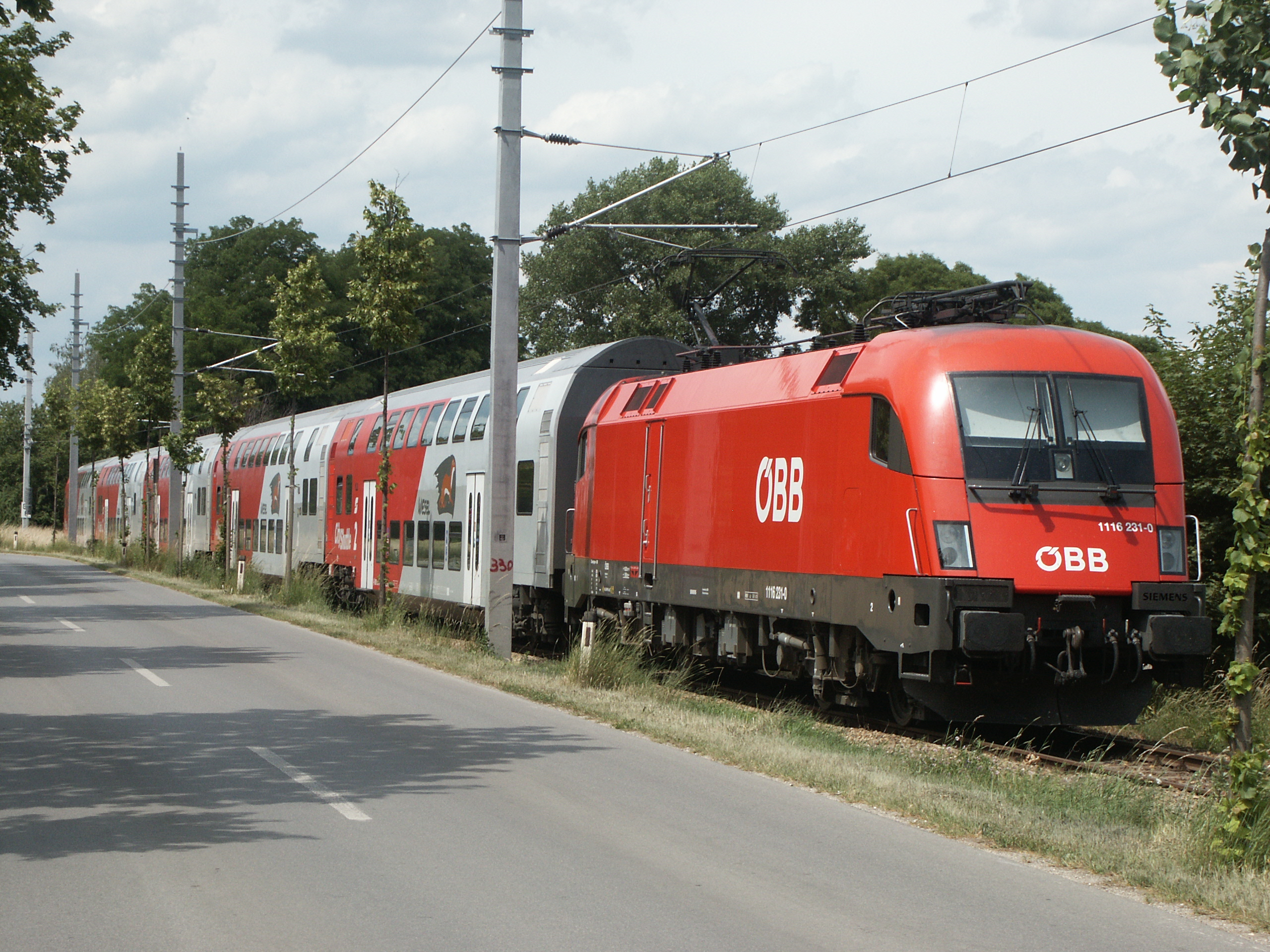
ÖBB 1116 + Doppelstock-Wendezug in Laa a.d.Th.
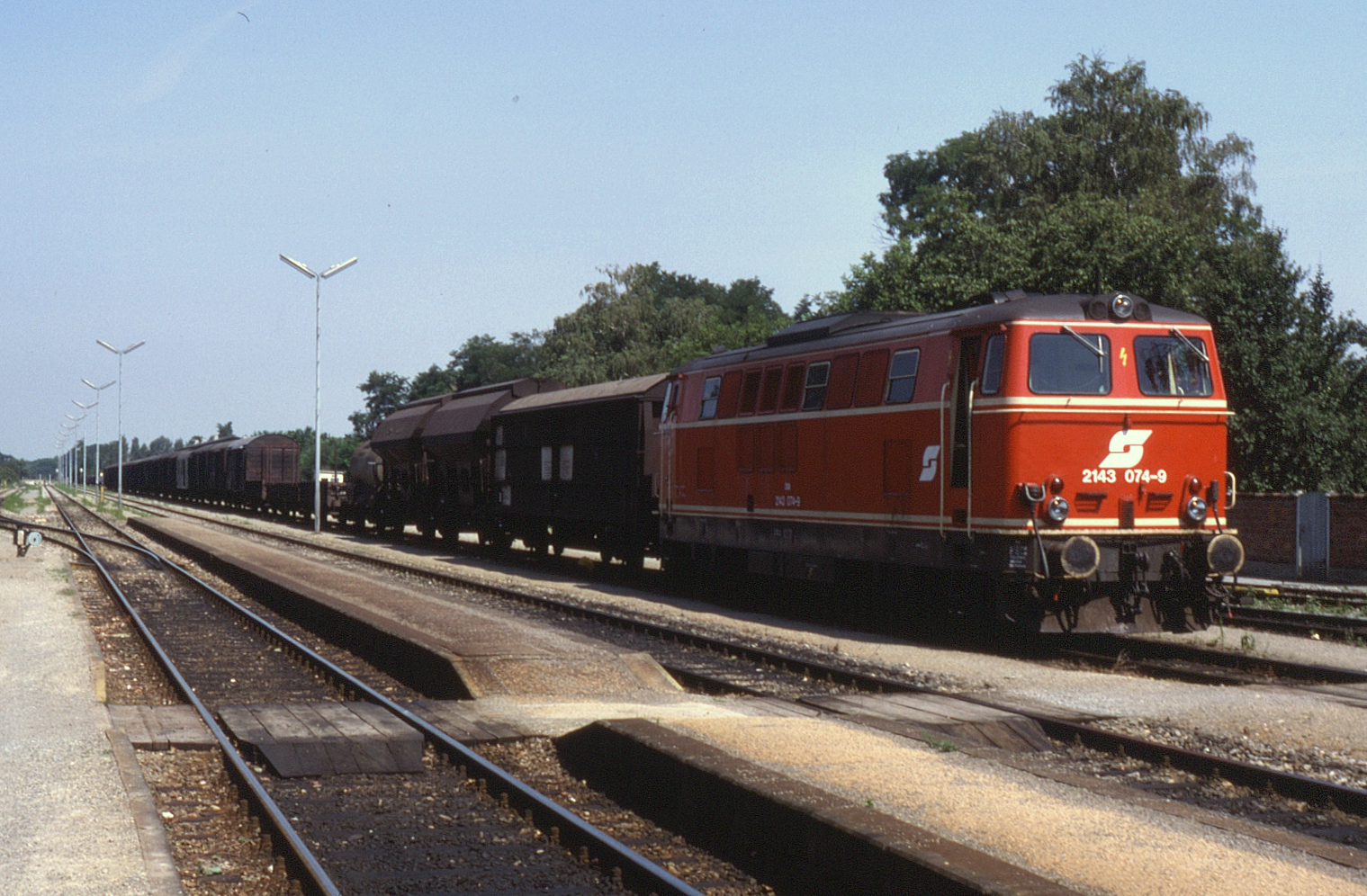
Abfahrbereiter Güterzug in Laa an der Thaya (1988)

## Trivia
Wie in Österreich damals üblich, verwendeten um die Jahrhundertwende einige Orte an der Strecke den Namen der Bahn als Zusatz zum Ortsnamen auf Ansichtskarten. So gab es beispielsweise Namen wie „Ulrichskirchen a. d. Staatsbahn“ zu lesen.